# Coupe arabe de football des moins de 20 ans 2022
 (juillet 2022).
La mise en forme du texte ne suit pas les recommandations de Wikipédia : il faut le « wikifier ».
Les points d'amélioration suivants sont les cas les plus fréquents. Le détail des points à revoir est peut-être précisé sur la page de discussion.
- Les titres sont pré-formatés par le logiciel. Ils ne sont ni en capitales, ni en gras.
- Le texte ne doit pas être écrit en capitales (les noms de famille non plus), ni en gras, ni en italique, ni en « petit »…
- Le gras n'est utilisé que pour surligner le titre de l'article dans l'introduction, une seule fois.
- L'italique est rarement utilisé : mots en langue étrangère, titres d'œuvres, noms de bateaux, etc.
- Les citations ne sont pas en italique mais en corps de texte normal. Elles sont entourées par des guillemets français : « et ».
- Les listes à puces sont à éviter, des paragraphes rédigés étant largement préférés. Les tableaux sont à réserver à la présentation de données structurées (résultats, etc.).
- Les appels de note de bas de page (petits chiffres en exposant, introduits par l'outil «  Source ») sont à placer entre la fin de phrase et le point final[comme ça].
- Les liens internes (vers d'autres articles de Wikipédia) sont à choisir avec parcimonie. Créez des liens vers des articles approfondissant le sujet. Les termes génériques sans rapport avec le sujet sont à éviter, ainsi que les répétitions de liens vers un même terme.
- Les liens externes sont à placer uniquement dans une section « Liens externes », à la fin de l'article. Ces liens sont à choisir avec parcimonie suivant les règles définies. Si un lien sert de source à l'article, son insertion dans le texte est à faire par les notes de bas de page.
- La présentation des références doit suivre les conventions bibliographiques. Il est recommandé d'utiliser les modèles {{Ouvrage}}, {{Chapitre}}, {{Article}}, {{Lien web}} et/ou {{Bibliographie}}. Le mode d'édition visuel peut mettre en forme automatiquement les références.
- Insérer une infobox (cadre d'informations à droite) n'est pas obligatoire pour parachever la mise en page.

Pour une aide détaillée, merci de consulter Aide:Wikification.
Si vous pensez que ces points ont été résolus, vous pouvez retirer ce bandeau et améliorer la mise en forme d'un autre article.
 (juillet 2022).
Si vous disposez d'ouvrages ou d'articles de référence ou si vous connaissez des sites web de qualité traitant du thème abordé ici, merci de compléter l'article en donnant les références utiles à sa vérifiabilité et en les liant à la section « Notes et références ».
Navigation
Édition précédente
La Coupe arabe de football des moins de 20 ans 2022 (arabe :كأس العرب للمنتخبات تحت 20 سنة 2022) est la sixième édition de la Coupe arabe de football des moins de 20 ans. La compétition se déroule en Arabie Saoudite à Abha du 20 juillet au 6 août 2022. La compétition est composée de dix-huit sélections membres de l'UAFA. Le tenant du titre de cette édition est l'Arabie Saoudite. L'Arabie saoudite avait battu en finale de l'édition 2021 l'Algérie deux buts à un  et a remporté le premier titre de son histoire.

## Les équipes participantes
Les joueurs nés le ou après le 1er janvier 2002 sont éligibles pour participer à la compétition.
| AFC                                                                                  | CAF                                                                   |
| ------------------------------------------------------------------------------------ | --------------------------------------------------------------------- |
| Arabie saoudite Bahreïn Émirats arabes unis Irak Jordanie Liban Oman Palestine Yémen | Algérie Djibouti Égypte Libye Mauritanie Maroc Somalie Soudan Tunisie |

## Tirage au sort
Le tirage au sort a eu lieu le 26 juin 2022 à Dammam, en Arabie saoudite.

## Phase de groupes

### Groupe A
| Rang | Équipe          | Pts | J | G | N | P | Bp | Bc | Diff |
| ---- | --------------- | --- | - | - | - | - | -- | -- | ---- |
| 1    | Arabie saoudite | 6   | 2 | 2 | 0 | 0 | 6  | 1  | +5   |
| 2    | Mauritanie      | 3   | 2 | 1 | 0 | 1 | 1  | 2  | -1   |
| 3    | Irak            | 0   | 2 | 0 | 0 | 2 | 1  | 5  | -4   |

### Groupe B
| Rang | Équipe              | Pts | J | G | N | P | Bp | Bc | Diff |
| ---- | ------------------- | --- | - | - | - | - | -- | -- | ---- |
| 1    | Jordanie            | 4   | 2 | 1 | 1 | 0 | 2  | 1  | +1   |
| 2    | Yémen               | 3   | 2 | 1 | 0 | 1 | 3  | 2  | +1   |
| 3    | Émirats arabes unis | 1   | 2 | 0 | 1 | 1 | 2  | 4  | -2   |

### Groupe C
| Rang | Équipe  | Pts | J | G | N | P | Bp | Bc | Diff |
| ---- | ------- | --- | - | - | - | - | -- | -- | ---- |
| 1    | Algérie | 6   | 2 | 2 | 0 | 0 | 5  | 2  | +3   |
| 2    | Libye   | 3   | 2 | 1 | 0 | 1 | 3  | 3  | 0    |
| 3    | Liban   | 0   | 2 | 0 | 0 | 2 | 1  | 4  | -3   |

### Groupe D
| Rang | Équipe  | Pts | J | G | N | P | Bp | Bc | Diff |
| ---- | ------- | --- | - | - | - | - | -- | -- | ---- |
| 1    | Égypte  | 6   | 2 | 2 | 0 | 0 | 3  | 0  | +3   |
| 2    | Oman    | 3   | 2 | 1 | 0 | 1 | 2  | 1  | +1   |
| 3    | Somalie | 0   | 2 | 0 | 0 | 2 | 0  | 4  | -4   |

### Groupe E
| Rang | Équipe   | Pts | J | G | N | P | Bp | Bc | Diff |
| ---- | -------- | --- | - | - | - | - | -- | -- | ---- |
| 1    | Tunisie  | 6   | 2 | 2 | 0 | 0 | 9  | 0  | +9   |
| 2    | Bahreïn  | 3   | 2 | 1 | 0 | 1 | 2  | 3  | -1   |
| 3    | Djibouti | 0   | 2 | 0 | 0 | 2 | 0  | 8  | -8   |

### Groupe F
| Rang | Équipe    | Pts | J | G | N | P | Bp | Bc | Diff |
| ---- | --------- | --- | - | - | - | - | -- | -- | ---- |
| 1    | Maroc     | 6   | 2 | 2 | 0 | 0 | 5  | 2  | +3   |
| 2    | Palestine | 3   | 2 | 1 | 0 | 1 | 5  | 4  | +1   |
| 3    | Soudan    | 0   | 2 | 0 | 0 | 2 | 5  | 9  | -4   |

### Meilleures deuxièmes
| Rang | Équipe              | Pts | J | G | N | P | Bp | Bc | Diff |
| ---- | ------------------- | --- | - | - | - | - | -- | -- | ---- |
| 1    | Palestine (Grp. F)  | 3   | 2 | 1 | 0 | 1 | 5  | 4  | +1   |
| 2    | Yémen (Grp. B)      | 3   | 2 | 1 | 0 | 1 | 3  | 2  | +1   |
| 3    | Oman (Grp. D)       | 3   | 2 | 1 | 0 | 1 | 2  | 1  | +1   |
| 4    | Libye (Grp. C)      | 3   | 2 | 1 | 0 | 1 | 3  | 3  | 0    |
| 5    | Bahreïn (Grp. E)    | 3   | 2 | 1 | 0 | 1 | 2  | 3  | -1   |
| 6    | Mauritanie (Grp. A) | 3   | 2 | 1 | 0 | 1 | 1  | 2  | -1   |

## Phase finale
|  | Quarts de finale | Quarts de finale | Quarts de finale | Quarts de finale |                 |                 | Demi-finales | Demi-finales | Demi-finales | Demi-finales |  |  | Finale | Finale | Finale | Finale |
|  |                  |                  |                  |                  |                 |                 |              |              |              |              |  |  |        |        |        |        |
|  |                  |                  |                  |                  |                 |                 |              |              |              |              |  |  |        |        |        |        |
|  |                  |                  |                  |                  |                 |                 |              |              |              |              |  |  |        |        |        |        |
|  | Arabie saoudite  | Arabie saoudite  | 0 (3)tab         | 0 (3)tab         |                 |                 |              |              |              |              |  |  |        |        |        |        |
|  | Arabie saoudite  | Arabie saoudite  | 0 (3)tab         | 0 (3)tab         |                 |                 |              |              |              |              |  |  |        |        |        |        |
|  | Yémen            | Yémen            | 0 (1)            | 0 (1)            |                 |                 |              |              |              |              |  |  |        |        |        |        |
|  | Yémen            | Yémen            | 0 (1)            | 0 (1)            | Arabie saoudite | Arabie saoudite | 5            | 5            |              |              |  |  |        |        |        |        |
|  |                  |                  |                  |                  | Arabie saoudite | Arabie saoudite | 5            | 5            |              |              |  |  |        |        |        |        |
|  |                  |                  | Palestine        | Palestine        | 0               | 0               |              |              |              |              |  |  |        |        |        |        |
|  | Jordanie         | Jordanie         | Palestine        | Palestine        | 0               | 0               | 1 (4)        | 1 (4)        |              |              |  |  |        |        |        |        |
|  | Jordanie         | Jordanie         |                  |                  |                 |                 |              | 1 (4)        |              |              |  |  |        |        |        |        |
|  | Palestine        | Palestine        | 1 (5)tab         | 1 (5)tab         |                 |                 |              |              |              |              |  |  |        |        |        |        |
|  | Palestine        | Palestine        | 1 (5)tab         | 1 (5)tab         | Arabie saoudite | Arabie saoudite | 1 (5)tab     | 1 (5)tab     |              |              |  |  |        |        |        |        |
|  |                  |                  |                  |                  | Arabie saoudite | Arabie saoudite | 1 (5)tab     | 1 (5)tab     |              |              |  |  |        |        |        |        |
|  |                  |                  | Égypte           | Égypte           | 1 (3)           | 1 (3)           |              |              |              |              |  |  |        |        |        |        |
|  | Algérie          | Algérie          | Égypte           | Égypte           | 1 (3)           | 1 (3)           | 1            | 1            |              |              |  |  |        |        |        |        |
|  | Algérie          | Algérie          |                  |                  |                 |                 |              |              |              |              |  |  |        |        |        |        |
|  | Tunisie          | Tunisie          | 0                | 0                |                 |                 |              |              |              |              |  |  |        |        |        |        |
|  | Tunisie          | Tunisie          | 0                | 0                | Algérie         | Algérie         | 1            | 1            |              |              |  |  |        |        |        |        |
|  |                  |                  |                  |                  | Algérie         | Algérie         | 1            | 1            |              |              |  |  |        |        |        |        |
|  |                  |                  | Égypte           | Égypte           | 3               | 3               |              |              |              |              |  |  |        |        |        |        |
|  | Égypte           | Égypte           | Égypte           | Égypte           | 3               | 3               | 2            | 2            |              |              |  |  |        |        |        |        |
|  | Égypte           | Égypte           |                  |                  |                 |                 |              | 2            |              |              |  |  |        |        |        |        |
|  | Maroc            | Maroc            | 1                | 1                |                 |                 |              |              |              |              |  |  |        |        |        |        |
|  | Maroc            | Maroc            | 1                | 1                |                 |                 |              |              |              |              |  |  |        |        |        |        |
|  |                  |                  |                  |                  |                 |                 |              |              |              |              |  |  |        |        |        |        |